# Модна дієта

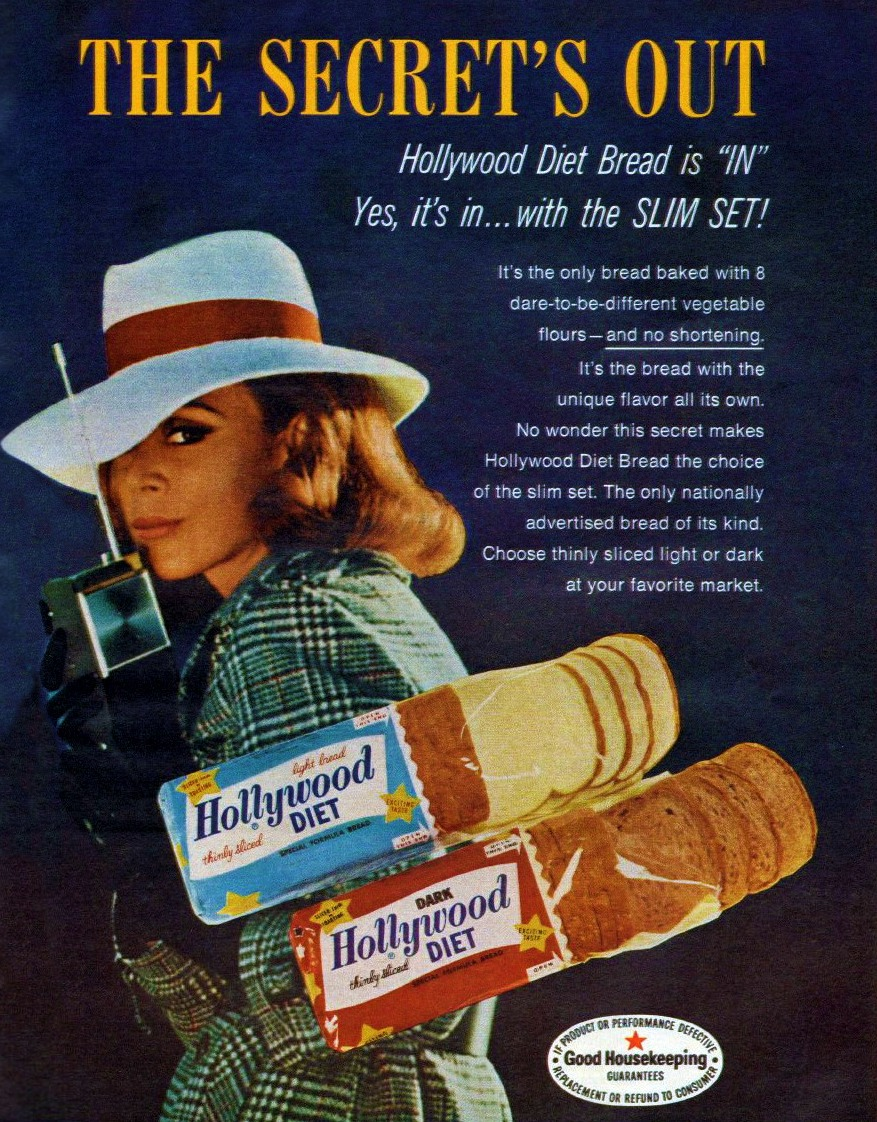
Реклама хліба з використанням популярної на той час голлівудської дієти (1950—60-ті)

Модна дієта (англ. fad diet) — дієта, яка є популярною в певний проміжок часу, не будучи стандартною науковою дієтичною рекомендацією, і часто робить необґрунтовані заяви про швидку втрату ваги або поліпшення здоров'я. Часто розглядається як різновид псевдонаукової дієти. Модні дієти, як правило, не підтверджуються клінічними випробуваннями, а їхні медичні рекомендації не рецензуються та можуть бути шкідливими для здоров'я, якщо застосовуються без погодження з лікарем.
Як правило, модні дієти обіцяють цілий ряд позитивних змін, які не потребують особливих зусиль, що привертає увагу споживачів, необізнаних у питаннях змін раціону та способу життя, необхідних для досягнення стійких переваг для здоров'я. Модні дієти часто рекламуються з перебільшеними заявами, такими як швидка втрата ваги більш ніж на 1 кг на тиждень або оздоровлення шляхом «детоксикації». Модні дієти нерідко прибігають до радикальних практик, жорстких обмежень та незбалансованості раціону, які можуть призвести до недоїдання або навіть до вживання в їжу непродовольчих продуктів, таких як вата.
У кращому випадку, модні дієти можуть пропонувати нові та цікаві способи зменшення споживання калорій, але в гіршому випадку вони можуть бути незбалансованими, неефективними або навіть небезпечними. Перед тим, як спробувати будь-яку дієту, слід проконсультуватися з лікарем-дієтологом.
Для просування модних дієт часто залучають знаменитостей, що може принести значний дохід їхнім творцям через продаж супутніх товарів. Незалежно від їхньої доказової бази або її відсутності, модні дієти надзвичайно популярні: щороку публікується понад 1500 книг, у США індустрія отримує близько 35 млрд доларів на рік. Близько 14—15 % американців заявляють, що колись застосовували модні дієти для короткострокового схуднення.

## Принципи застосування дієтичного харчування
Харчування людини поділяється на: раціональне та дієтичне.
Дієта в медицині застосовується як компонент лікування, терапії чи реабілітації, чи покращення стану пацієнта, який має професійні та/або хронічні захворювання.
Лікарі, які можуть надавати рекомендації щодо дієти переважно мають спеціалізацію: гастроентеролога та дієтолога. Детокс-дієта та очищення організму протипоказані неповнолітнім.
Якщо впровадження дієти в харчування людини проводиться без нагляду лікаря, це може призвести до розладів харчової поведінки, серед яких: булімія та анорексія.
Інші негативні наслідки дієти:
- брак мікроелементів: калій, кальцій, залізо, цинк, марганець, селен та багато інших мікроелементів є лише в повноцінному раціоні;
- поява каменів в жовчному міхурі у людей, що регулярно мають дієту за основу харчування, або регулярно втрачають-набирають вагу;
- передчасна смерть або смерть через серцево-судинні захворювання, як наслідок коливання ваги в середньому віці.

## Перелік модних дієт
Оскільки визначення «моди» змінюється з часом, соціальними, культурними та суб'єктивними поглядами, цей список не може бути вичерпним, і модні дієти можуть продовжувати або переставати бути модою, як, наприклад, середземноморська дієта.
- Лужна дієта(інші мови) (англ. alkaline diet)[14][15]
- Дієта дитячого харчування[16]
- Дієта з супер'їжі[17]
- Дієта з капустяного супу передбачає включення супу з одного виду овочів для кожного прийому їжі[18][5]. Бере початки з 1950-х років.
- М'ясоїдна дієта(інші мови) (англ. carnivore diet) — високобілкова дієта, в якій присутні лише продукти тваринного походження, такі як м'ясо, яйця та молочні продукти[5][19][20].
- «Чисте харчування» (англ. clean eating) базується на переконанні, що споживання цільних продуктів і відмова від напівфабрикатів та інших оброблених продуктів має певні переваги для здоров'я[21].
- Печивна дієта (англ. cookie diet) — дієта, заснована на заміні ряду страв спеціальним дієтичним печивом[22][23].
- Яєчно-винна дієта пропагувала споживання 3—5 яєць та 710 мл вина на день[24].
- Фрукторіанство[25]
- Безглютенова дієта
- Грейпфрутова дієта(інші мови) або голлівудська дієта зазвичай полягає у вживанні одного грейпфрута під час кожного прийому їжі разом з м'ясом, яйцями, іншими продуктами, багатими на жири та білки, та певними овочами. Слід уникати цукру, фруктів (крім грейпфрута), солодких овочів, зернових і крохмалистих овочів[3].
- Макробіотична дієта намагається збалансувати так звані «елементи їнь» та «ян» в їжі та посуді. Основні принципи — зменшити кількість продуктів тваринного походження, їсти місцеві продукти, вирощені в сезон, і споживати їжу в помірних кількостях[26]. Бере початки з 1960-х.
- Палеолітична дієта — може стосуватися як харчових звичок людей епохи палеоліту, так і сучасних дієтичних планів, які нібито ґрунтуються на цих звичках[27]. Сучасна форма була популярна у 2010-х роках.
- Низьковуглеводна дієта — передбачає обмеження вживання вуглеводів, та збільшення частки жирів, білків та вуглеводів[28].
- Дієта Аткінса(інші мови), розроблена Робертом Аткінсом у 1970-х роках, просувалася з твердженнями, що обмеження вуглеводів має вирішальне значення для схуднення і що дієта пропонує «висококалорійний спосіб залишатися струнким назавжди»[29].
- Інтервальне голодування
- Сонцеїдство
- Детокс-дієта
- Ватна дієта
- Рідка дієта(інші мови) складається, в основному, з рідин або м'яких продуктів, що тануть при кімнатній температурі (наприклад, морозива)[30].
- Дієта через живильну трубку(інші мови) (англ. KE diet, feeding tube diet), при якій людину годують запатентованою сумішшю через живильну трубку(інші мови) протягом певної кількості днів.
- Дієта на активованому вугіллі(інші мови) (англ. activated charcoal cleanse) стверджує, що регулярне вживання активованого вугілля сприяє «детоксикації» та очищенню організму, а також заряджає енергією та очищує шкіру[31].
- Дієта по групі крові(інші мови) — дієта 1996 року, заснована на переконанні, що раціон людей повинен відповідати їхній групі крові[32].
- Дієта перевертня(інші мови), також відома як місячна дієта, полягає в тому, що учасники дотримуються голодування відповідно до місячних фаз.